# Санто Перанда
Санто Перанда или Санте Перанда (итал. Sante Peranda; 1566, Венеция — 1638, там же) — итальянский художник эпохи Возрождения, работавший в основном в Венеции.

## Биография
Учился в мастерской венецианского художника Паоло Фьямминго, а затем у Леонардо Короны. Позже Якопо Пальма (Младший) сделал его своим помощником; вместе они создали серию мифологических картин «История Психеи».
С ранних лет брался за создание картин на религиозные сюжеты. Одна из сохранившихся картин Санто Перанды религиозного характера датируется 1585 годом («Святой Мартин и нищий»).
Санто Перанда быстро завоевал авторитет как мастер религиозной живописи, и ему поступало много заказов от религиозных общин. Весть о нём прокатилась по Северной Италии. В своё время его мастерскую специально посетил художник Симоне Кантарини, чтобы овладеть его манерой создания картин библейской тематики.
В мифологических картинах, однако, Санто Перанда не поднялся выше уровня последователя Паоло Веронезе. Особенно популярной стала серия его картин на темы золотого, серебряного и железного веков человечества. Поэтому серия его картин была повторена ещё дважды и одна была вывезена в Рим.
Среди влиятельных покровителей художника был будущий дож Венеции, знатный Марино Гримани, который вывез художника в Рим, где тот работал два года. Пребывание в Риме познакомило Санто Перанду с произведениями римских и иностранных маньеристов. Последователем умеренного маньеризма в его венецианском варианте стал и сам Перанда.
Среди лучших образцов этого направления — произведение на военную тематику «Баталия при Яффе» или «Морская победа венецианцев при Яффе» (Дворец дожей, Венеция).
Некоторое время служил придворным художником герцога небольшого княжества Мирандола Алессандро I Пико делла Мирандола.
Был женат, имел сына Микеланджело, тоже художника. Умер в Венеции и был похоронен в церкви Сан-Никола-да-Толентино.

## Галерея

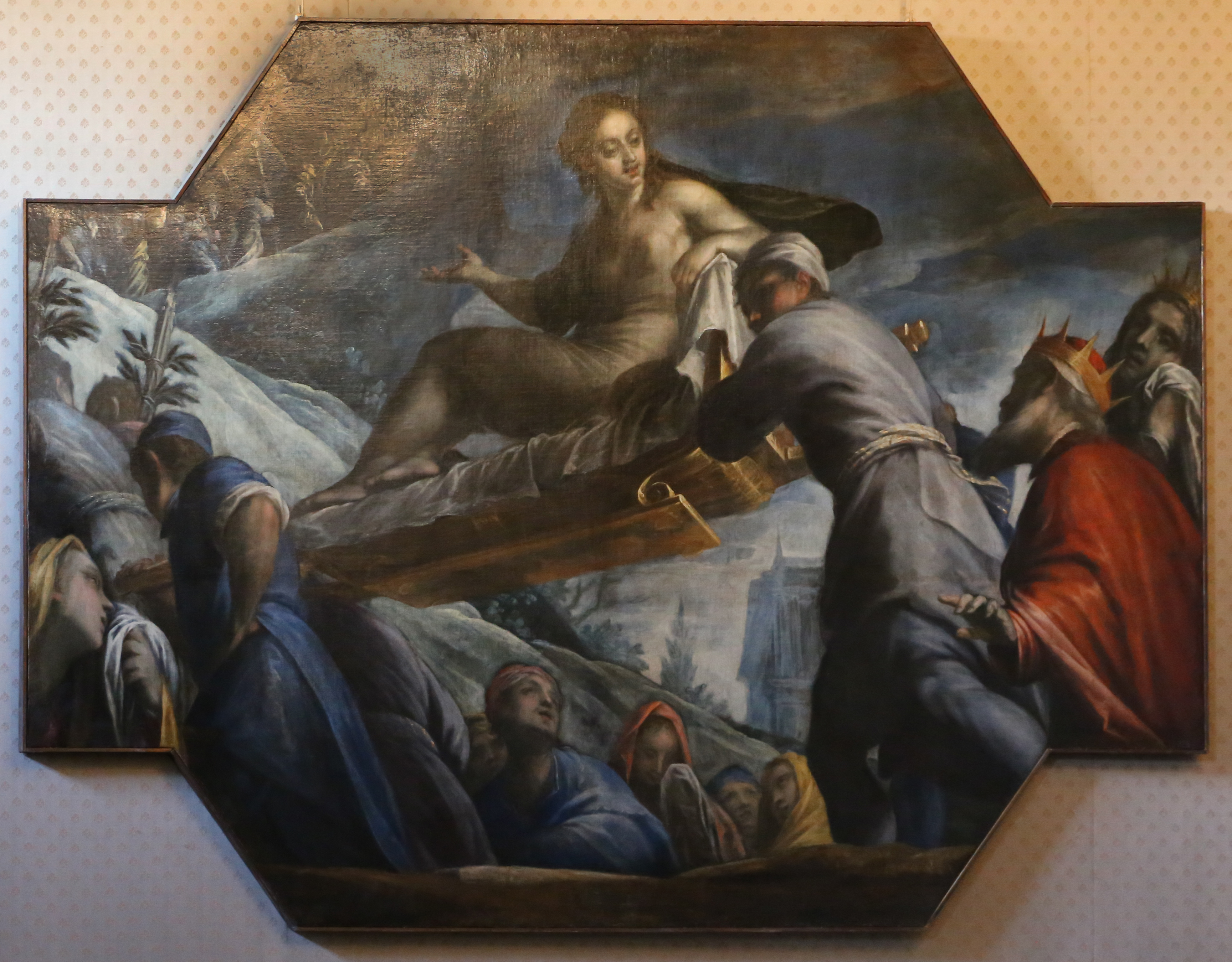
Якопо Пальма (Младший) и Санто Перанда. «История Психеи», Палаццо Дукале (Мантуя).
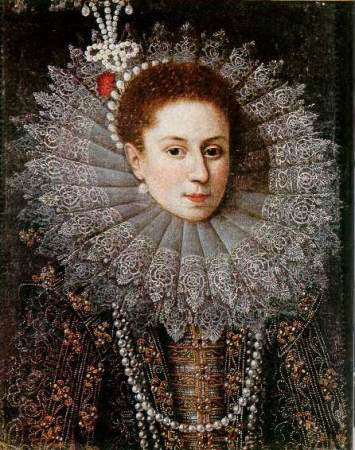
Санто Перанда. «Портрет неизвестной дамы» (возможно, Вероника Гамбара), ок. 1610
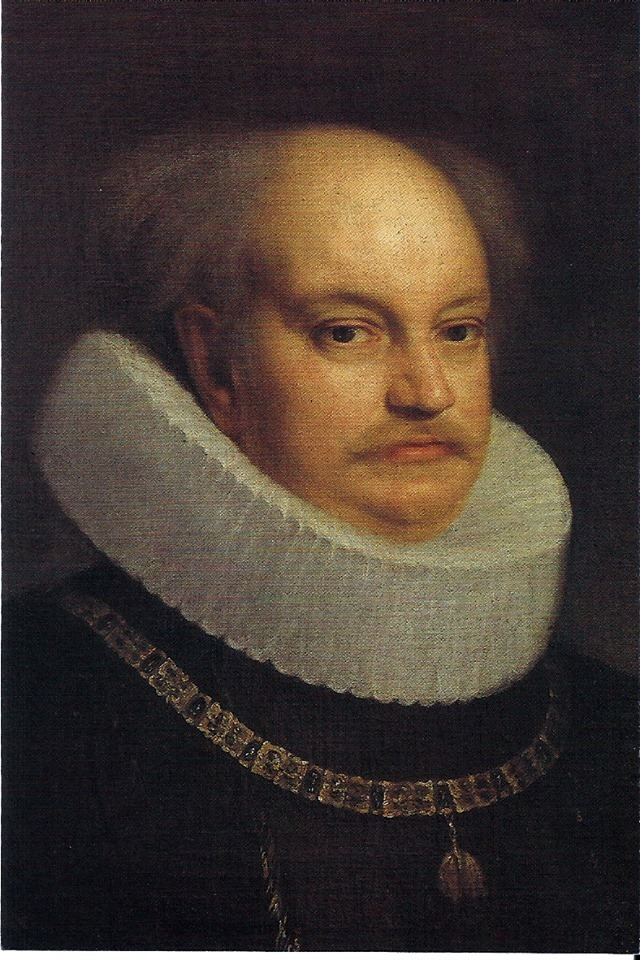
Санто Перанда. Портрет Алессандро I Пико делла Мирандола, до 1637
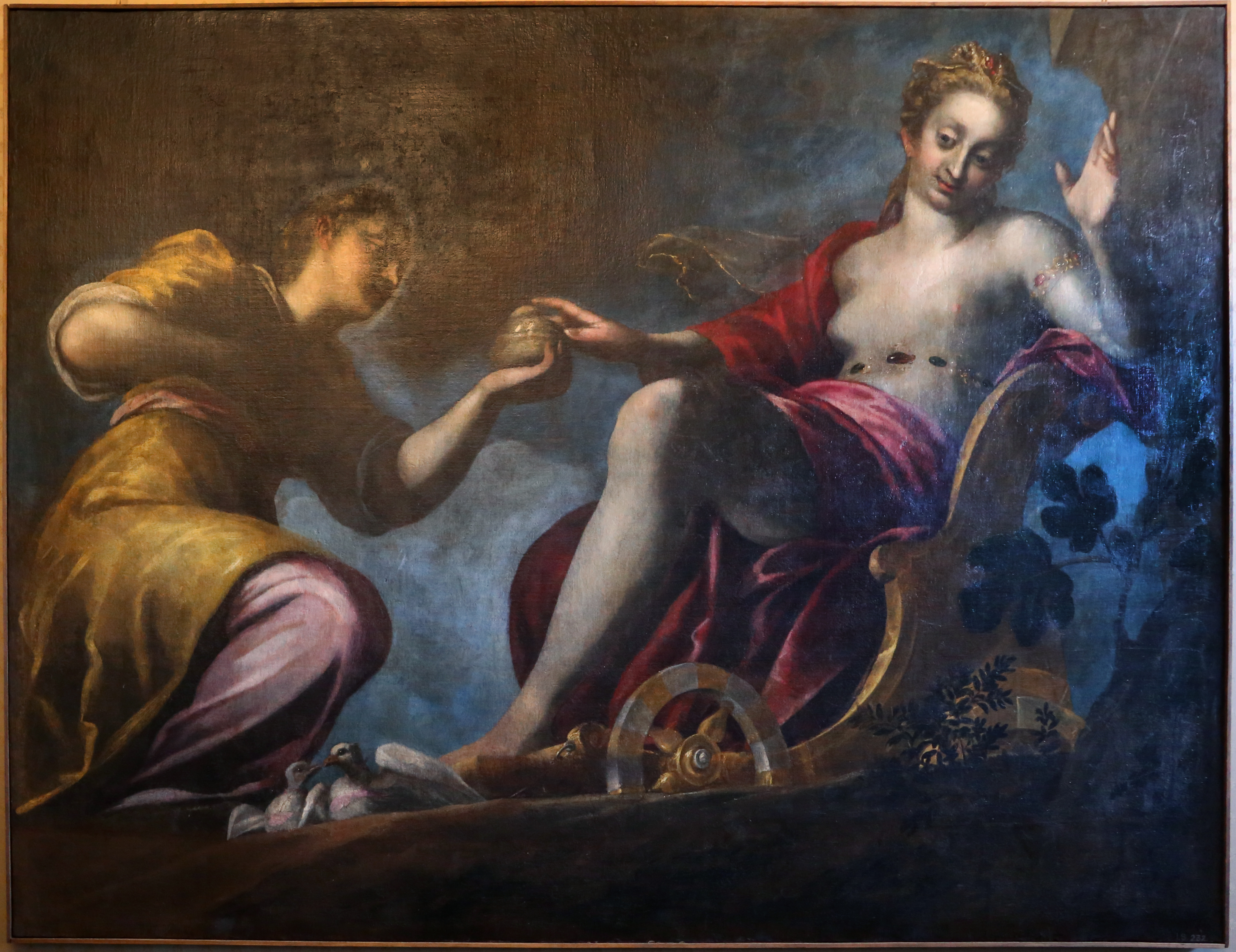
Санто Перанда. «Венера и Психея», Палаццо Дукале (Мантуя).
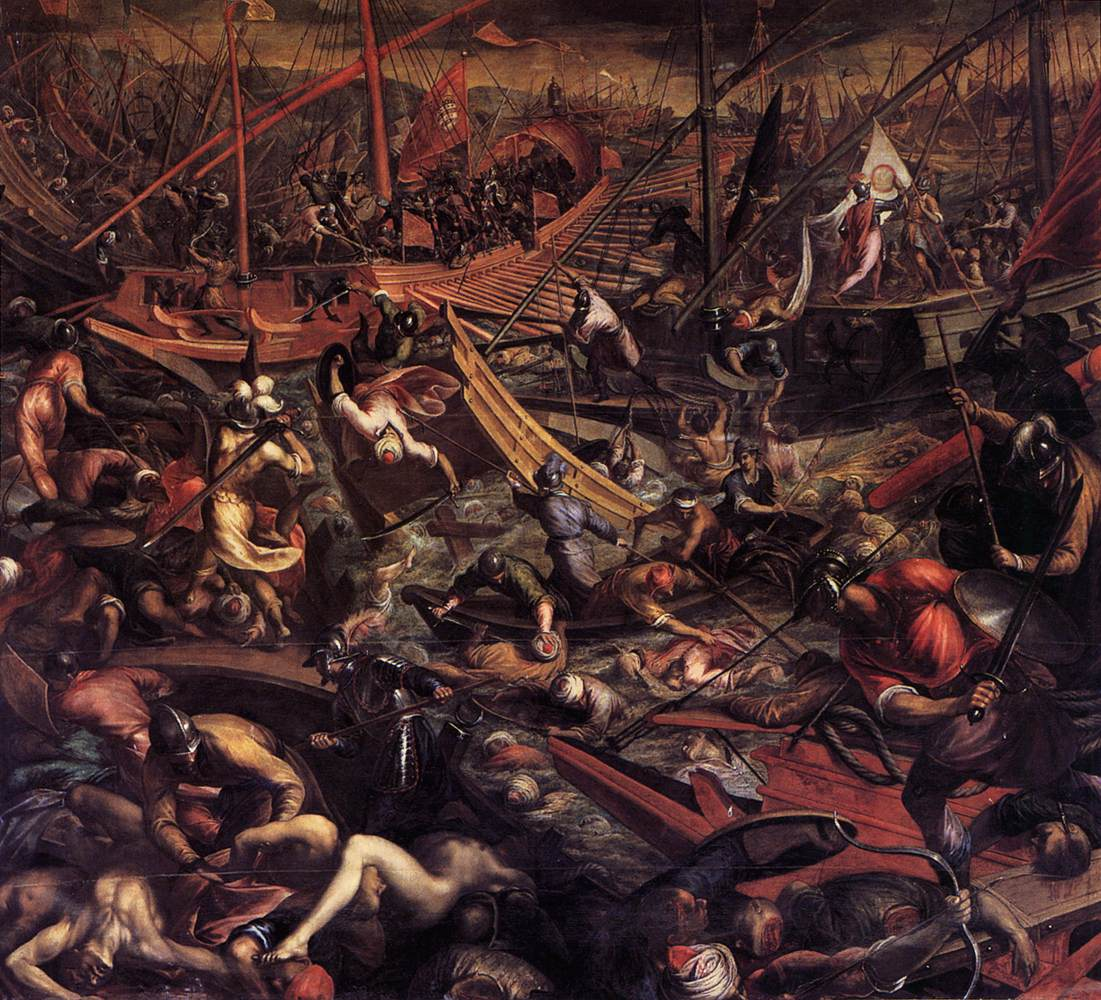
«Баталия при Яффе» или «Морская победа венецианцев при Яффе» (Дворец дожей, Венеция

## Парадные портреты кисти Санто Перанды

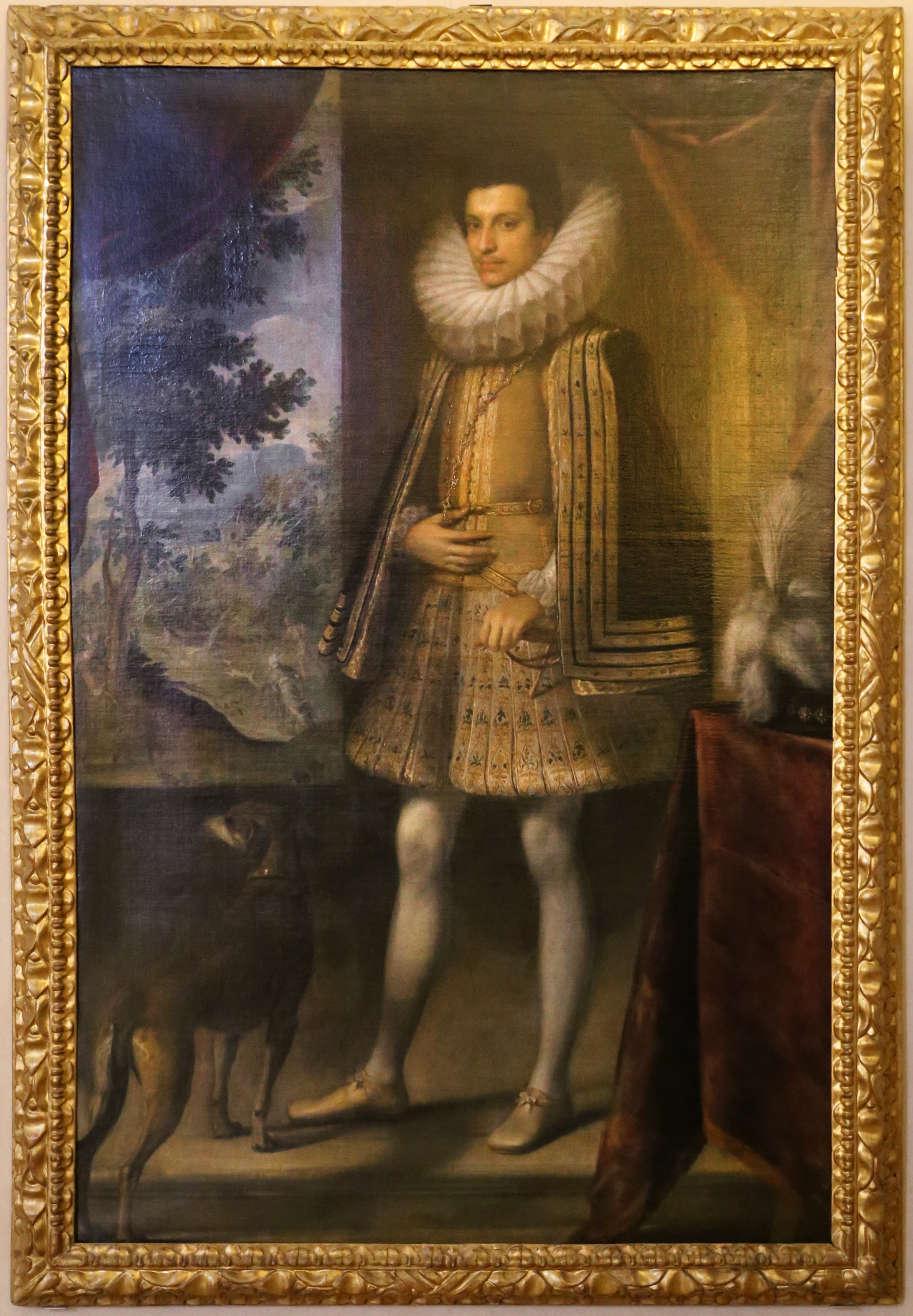
Санто Перанда. «Герцог д’Эсте», Палаццо Дукале (Мантуя)
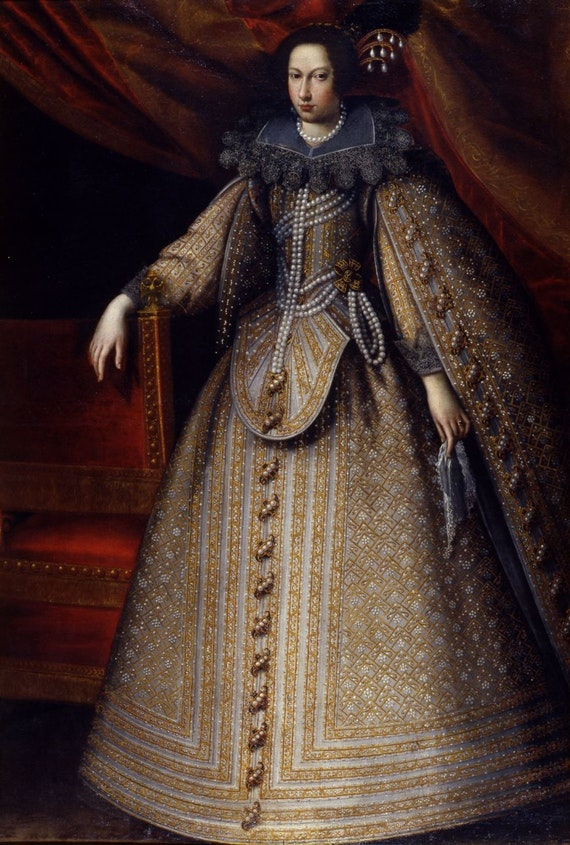
Санто Перанда. «Принцесса Елизавета Савойская»
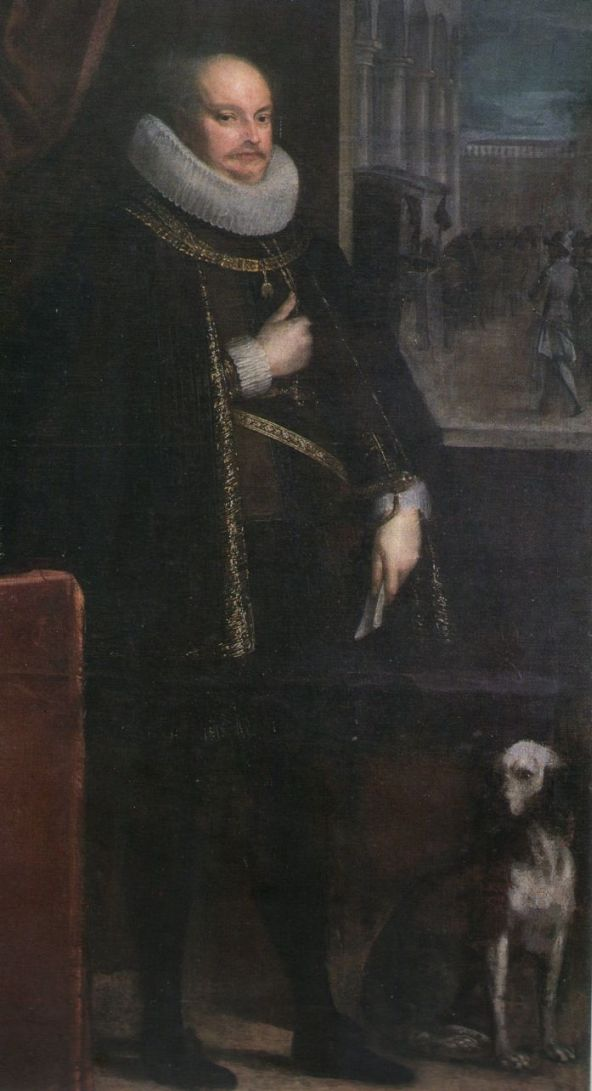
Санто Перанда. «Герцог Алессандро I Пико делла Мирандола»,
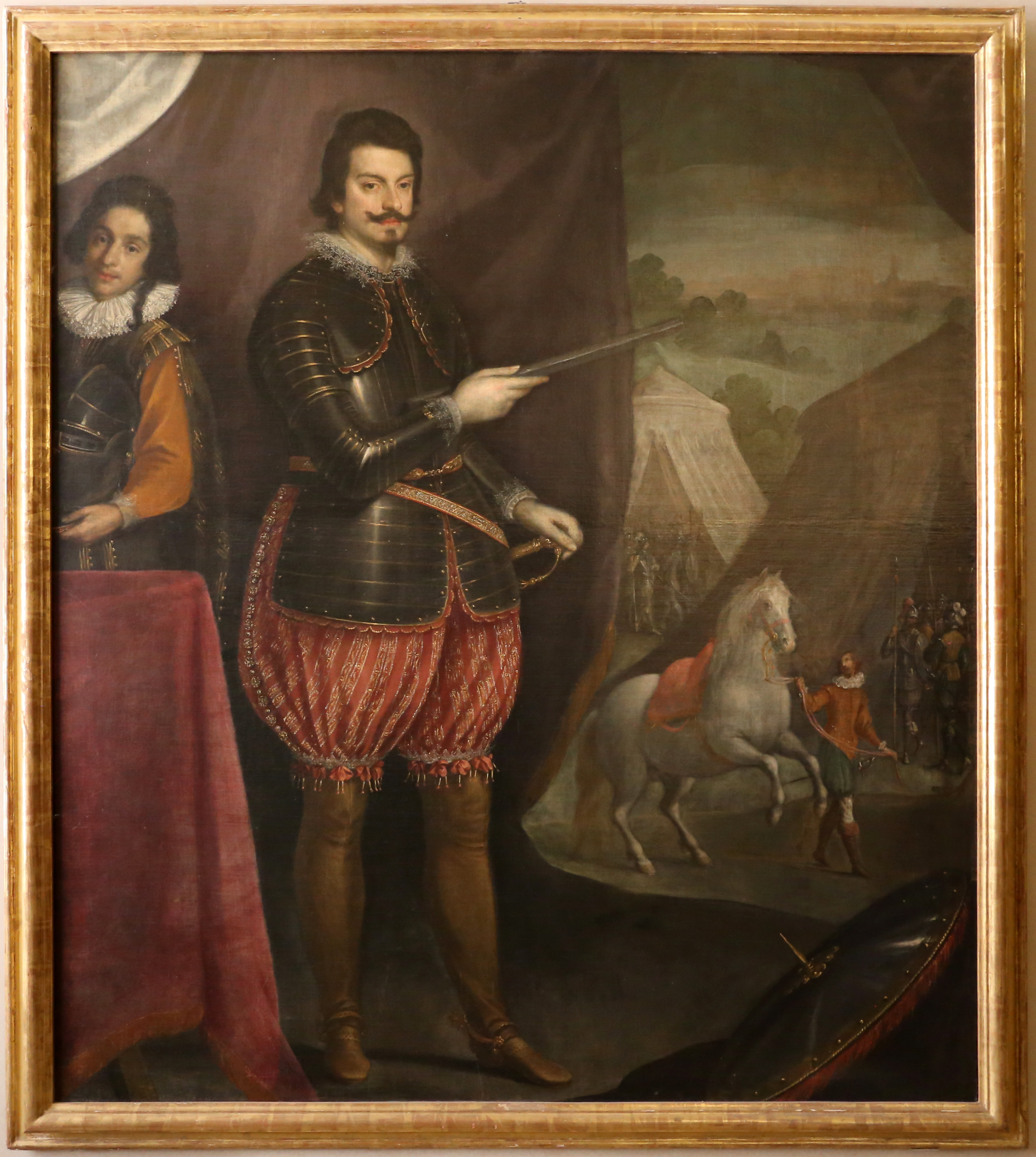
Санто Перанда. «Герцог Луиджи д’Эсте», Палаццо Дукале (Мантуя)